# Мутнеджмет
Мутнеджмет (Мутнеджемет, Мутноджмет, Мутноджемет) — древнеегипетская царица, Великая царская жена фараона Хоремхеба, последнего правителя XVIII династии. Имя Мутнеджмет переводится как «Возлюбленная Мут» или «Возлюбленная мать».

## Биография
Мутнеджмет встречается на изображениях Амарнского периода, следующей за царскими дочерьми. Но в период Тутанхамона её изображений нет. Она не носила титул «Дочь фараона», что ставит под сомнение версию о её родстве с Эйе.

### Сестра Нефертити
Некоторые египтологи полагают, что Мутнеджмет идентична сестре Нефертити по имени Мутбенрет, поскольку имя Мутбенрет может читаться также как и Мутнеджмет. Джеффри Мартин же полагает, что подобному не достаточно доказательств:

Имя Мутнеджмет не было редким в конце XVIII династии, и даже если бы она приходилась сестрой Нефертити, её брак с Хоремхебом не отразился на его кандидатуре и легитимности, поскольку Мутнеджмет (изображённая в собственной гробнице в эль-Амарне) не была королевской крови. В любом случае, независимо от происхождения Мутнеджмет могла стать женой Хоремхеба незадолго до его восшествия на престол.

## Титулы
Мутнеджмет носила следующие титулы:
- Наследная знать (iryt-p`t),
- Великая супруга фараона (hmt-niswt-wrt),
- Восхваляемая (wrt-hzwt),
- Владычица благодати (nbt-im3),
- Возлюбленная (bnrt-mrwt),
- Владычица Верхнего и Нижнего Египта (hnwt-Shm’w -mhw),
- Певица Хатхор (hsyt-nt-hwt-hrw),
- Певица Амона (Sm’yt-nt-imnw).

## Памятники и надписи
Мутнеджмет известна по нескольким объектам и надписям:
- Двойная статуя Хоремхеба и Мутнеджмет найдена в Карнаке и сегодня выставлена в Туринском египетском музей (1379). Мутнеджмет изображена в виде крылатого сфинкса, который охраняет её картуш. На голове — корона, ассоциирующаяся с богиней влаги Тефнут. На обратной стороне статуи указана дата прихода к власти Хоремхеба[2].
- В сцене подношения Хоремхеб и Мутнеджмет изображены в гробнице Рой (TT255) в Дра Абу эль-Нага[5].
- На северной стороне 10-го пилона в Карнаке также имеется изображение Мутнеджмет. Позже статую узурпировали для Рамсеса II и Нефертари[6].
- Мутнеджмет присвоила несколько надписей Анхесенамон в Луксоре[7].
- Статуи (фрагменты) и другие предметы, в том числе из алебастра с именем Мутнеджмет найдены в гробнице Хоремхеба в Саккаре[8].

## Смерть и гробница
Согласно этикетке на винном кувшине и прочим предметам из гробницы Хоремхеба, Мутнеджмет умерла на 13-м году правления в возрасте 35-40 лет. Судя по останкам, царица скончалась в родах. Мумия царицы найдена в мемфисской неиспользованной гробнице Хоремхеба вместе с мумией недоношенного ребёнка, рядом с первой женой Хоремхеба Аменией. Мутнеджмет не единожды производила на свет детей, однако у Хоремхеба не осталось наследников. Высказывалось предположение, что у четы была дочь, которую не упоминали на памятниках. Коробка для каноп сегодня хранится в Британском музее.
Возможно, гробница QV33 в Долине цариц строилась для неё. Хозяйкой гробницы считается Танеджмет, однако оба картуша с именем повреждены, отчего похожие иероглифы та и мут допускают подобное предположение.

## В массовой культуре
- Южно-африканская художница Уинфред Брантон написала портрет Мутнеджмет в 1920-х годах.
- В романе Мишеля Морана «Nefertiti: A Novel» Мутнеджмет приходится младшей сестрой царицы Нефертити. Во втором романе Морана «The Heretic Queen» она является матерью главной героини — принцессы, а позже царицы Нефертари.
- Мутнеджмет — один из главных героев исторического детектива Керри Гринвуд «Out of the Black Land» (2010).